# M BEST II
『M BEST II』（エム・ベスト・ツー）は、日本のシンガーソングライター・加藤ミリヤの2枚目のベスト・アルバム。2019年11月27日にSony Music Records内のレーベルMASTERSIX FOUNDATIONより発売された。

## 概要
2011年7月にリリースされた前作のベストアルバム『M BEST』以降、約8年ぶりの加藤ミリヤデビュー15周年を記念したベストアルバム。
初回生産限定盤と通常盤の2形態のリリースで、初回生産限定盤は、前ベスト以降にリリースされたシングル曲のミュージックビデオを収めたDVDとアートブック・Digital Lyric Bookへのパスが付属。「オフィシャルファンクラブ／モバイルファンクラブ会員限定スペシャルコンテンツ」アクセスコード付きチラシは全形態に封入されている。
今作のアーティストビジュアル及び、ジャケットアートワークは藤原ヒロシが手掛けている。初回生産限定盤には、見る角度によって異なる「ビジョンコントロールフィルム」という、特殊なギミックが施されているほか、歌詞ブックレットが付属されず、代わりとしてWEB上でアクセスして閲覧することができない期間限定パス「Digital Lyric Book」の専用ビラが封入されている。
本作品は、2012年発売の24thシングル「HEART BEAT」から2019年までに発売された40thシングル「ほんとの僕を知って」から16曲、そして新録曲が1曲と、オリジナルアルバムから11曲と、 1stシングル『Never let go/夜空』収録曲「夜空〜DO THE BOBO JAMES RMX.〜」、10thシングル『Love is...』、13thシングル『SAYONARAベイベー/恋シテル』収録曲「SAYONARAベイベー」、4thアルバム『Ring』収録曲「Aitai」の再録ヴァージョンが5曲収録している。公式には掲載されていないが、全曲にリマスタリング音源が施されており、音質が向上している。
このうち、「夜空」は元ネタのBUDDHA BRAND、「SAYONARAベイベー」はSKY-HI(日高光啓)、「Aitai」にはピアニスト清塚信也として4組のアーティストが客演として参加している。
シングル「愛が降る」の楽曲、「ほんとの僕を知って」のミュージックビデオは、ともにアルバム初収録となった。
収録構成は前ベストとは異なり、DISC1にはアッパーチューンやダンスナンバーを中心に収めた「UPPER SIDE」、DISC2にはバラード楽曲を中心に収めた「BALLAD SIDE」からなる2枚組となっている。
また、1stベストに収録されていた楽曲も多数重複で収録されている。そのためか、前ベスト以降に発表されたシングルのうち漏れたシングルが多数存在し、22ndシングル『ROMAN』、29thシングル両A面1曲目収録の『Love/Affection』、30thシングル『YOU… feat.仲宗根泉 (HY)』、32ndシングル『ピース オブ ケイク -愛を叫ぼう- feat.峯田和伸』、2ndデジタルシングル『Holy Happy Family』は本ベストアルバムには未収録となった。
なお、公式上では「オールタイム・ベスト」として区別されている。

## 収録曲

### CD (全形態共通)
- 全作詞・作曲・編曲：Miliyah
  - DISC1「UPPER SIDE」（#2#3#4#5#6#9は除く）
  - DISC2「BALLAD SIDE」（#10#15は除く）

#### DISC1「UPPER SIDE」
1. HEART BEAT (5:42)
作曲：Miliyah、MANABOON / 編曲：Mitsunori Ikeda、Miliyah（コーラスアレンジ）、MANABOON（コーラスアレンジ）
  - 24thシングル表題曲
  - コカ・コーラロンドンオリンピック2012キャンペーンソング
2. Love Forever / 加藤ミリヤ×清水翔太 (5:11)
作詞・作曲：Shota Shimizu、Miliyah / 編曲：3rd Productions
  - 15thシングル表題曲
  - ミリオン（シングルトラック、日本レコード協会）[4]
  - 1stベストアルバム『M BEST』にも収録
3. SAYONARAベイベー feat.SKY-HI (5:03)
作詞：Miliyah、SKY-HI / 編曲：SUNNY BOYS
  - 13thシングル再録ヴァージョン
  - 客演として、AAAのメンバーであるSKY-HIが参加している。
  - 11月13日より4thデジタルシングルとして先行配信された。
4. 今夜はブギー・バック feat.清水翔太&SHUN (5:55)
作詞・作曲：Kenji Ozawa、BOSE、ANI、SHINCO / 編曲：Kenji Ozawa
  - 6thアルバム『TRUE LOVERS』リード曲
  - 「小沢健二&スチャダラパー」名義で発表された楽曲『今夜はブギー・バック』の カバー曲 (音源は「nice vocal」)。
5. 夜空 〜DO THE BOBO JAMES RMX. 〜 feat. ILLMATIC BUDDHA MC'S (7:11)
作詞：M.TAKESUE, Miliyah / 作曲：H.KON, Miliyah / 編曲：Shingo.S
  - 1stシングル再録ヴァージョン
  - 客演として、同曲の元ネタとなったBUDDHA BRANDが参加している。
6. 新約ディアロンリーガール feat.ECD (3:56)
作詞・作曲：Miliyah、Takashi Matsumoto、Kyouhei Tsutsumi、Marvin Gaye、David Ritz、Odell Elliot Brown Jr. / 編曲：(Track Produced by RIKI)
  - 37thシングル表題曲
7. AIAIAI (4:30)
  - 23rdシングル表題曲
  - シングルヴァージョンはアルバム初収録
  - 海外ドラマ『THE FIRM ザ・ファーム 法律事務所』エンディングテーマ
8. EMOTION (4:53)
  - 27thシングル表題曲
  - TBS系・ドラマNEO「放課後グルーヴ」主題歌
9. FUTURE LOVER -未来恋人- (5:59)
作詞：Miliyah、Thomas Bangalter、Guy-Manuel de Homen-Christo、Anthony Wayne Moore / 作曲：Miliyah、Thomas Bangalter、Guy-Manuel de Homen-Christo
  - 34thシングル表題曲
  - ダフト・パンクが2000年に発表された楽曲「ONE MORE TIME」をサンプリング。
10. UNIQUE (5:01)
  - 7thアルバム『LOVELAND』収録曲
11. PARADE (4:04)
  - 新録曲
  - 本作リリース直前の10月26日より3rdデジタルシングルとして先行配信された。
  - テレビ大阪系列ドラマ『抱かれたい12人の女たち』主題歌
12. ROMANCE (4:45)
Produced by Shingo.S
  - 36thシングル表題曲
  - シングルバージョンはアルバム初収録
  - アスミック・エース配給映画『ラブ×ドック』主題歌
13. FASHION (3:08)
  - 31stシングルカップリング曲
14. 眠れぬ夜のせいで (5:03)
  - 6thアルバム『TRUE LOVERS』収録曲
15. With U (4:52)
  - 6thアルバム『TRUE LOVERS』収録曲
16. I miss you (5:12)
編曲：DAISHI DANCE
  - 5thアルバム『HEAVEN』収録曲
  - 1stベストアルバム『M BEST』にも収録

#### DISC2「BALLAD SIDE」
1. Aitai with 清塚信也 (4:30)
編曲：Shinichiro Murayama
  - 4thアルバム『Ring』リード曲再録ヴァージョン
  - 客演としてピアニストの清塚信也が参加している。
2. 最高なしあわせ (4:55)
  - 35thシングル表題曲
  - NHK総合ドラマ『コピーフェイス〜消された私〜』主題歌
3. 愛が降る (4:31)
  - 39thシングル表題曲
  - アルバム初収録
4. Love is... 2019 (4:47)
編曲：3rd Productions
  - 10thシングル再録ヴァージョン
5. Lonely Hearts (4:53)
  - 28thシングル表題曲
6. 神様 (4:01)
  - 29thシングル (両A面2曲目)
  - 幻冬舎出版短編集「神様」イメージソング
7. リップスティック (5:51)
編曲：Yuichiro Goto（ストリングスアレンジ）、Miliyah（コーラスアレンジ）
  - 33rdシングル表題曲
8. ほんとの僕を知って
  - 40thシングル表題曲
  - アルバム初収録
9. 少年少女 (4:10)
  - 31stシングル表題曲
10. LOVERS partII feat.若旦那 (6:41)
作詞・作曲：Miliyah、若旦那 from 湘南乃風 / 編曲：3rd Productions、Yujiro Goto（ストリングスアレンジ）
  - 25thシングル表題曲
11. True (5:05)
編曲：Yujiro Goto（ストリングスアレンジ）、Miliyah（コーラスアレンジ）
  - 6thアルバム『TRUE LOVERS』収録曲
12. Want You Back (4:43)
編曲：Shinichiro Murayama、GAKUSHI、Yuichiro Goto（ストリングスアレンジ）、Miliyah（コーラスアレンジ）
  - 8thアルバム『LIBERTY』収録曲
13. Funny Love (2:48)
arranged by Gakushi
  - 10thアルバム『Femme Fatale』収録曲
14. 天国のドア (3:56)
  - 8thアルバム『LIBERTY』収録曲
15. どこまでも 〜How Far I'll Go〜 (2:56)
作詞：Lin-Manuel Miranda (日本語詞:高橋知伽江) / 作曲：Lin-Manuel Miranda
  - 36thシングル表題曲
  - ウォルト・ディズニー・アニメーション・スタジオ映画『モアナと伝説の海』日本語吹き替え版エンド・ソング(挿入歌)
16. 素晴らしき人生 (5:23)
  - 9thアルバム『Utopia』収録曲
17. Loveland (4:36)
編曲 (コーラスアレンジ)：Shingo.S
  - 7thアルバム『LOVELAND』収録曲

### DVD【初回生産限定盤のみ】
| #   | タイトル                                          | 作詞 | 作曲・編曲 | 監督 |
| --- | ------------------------------------------------- | ---- | ---------- | ---- |
| 1.  | 「HEART BEAT」                                    |      |            |      |
| 2.  | 「今夜はブギー・バック feat.清水翔太&SHUN」       |      |            |      |
| 3.  | 「AIAIAI」                                        |      |            |      |
| 4.  | 「ROMAN」                                         |      |            |      |
| 5.  | 「リップスティック」                              |      |            |      |
| 6.  | 「FUTURE LOVER -未来恋人-」                       |      |            |      |
| 7.  | 「どこまでも 〜How Far I'll Go〜 (エンドソング)」 |      |            |      |
| 8.  | 「最高なしあわせ」                                |      |            |      |
| 9.  | 「愛の国」                                        |      |            |      |
| 10. | 「幻」                                            |      |            |      |
| 11. | 「I HATE YOU」                                    |      |            |      |
| 12. | 「顔も見たくない feat.JP THE WAVY」               |      |            |      |
| 13. | 「新約ディアロンリーガール feat.ECD」             |      |            |      |
| 14. | 「ピース オブ ケイク ―愛を叫ぼう― feat.峯田和伸」 |      |            |      |
| 15. | 「少年少女」                                      |      |            |      |
| 16. | 「YOU… feat.仲宗根泉(HY)」                        |      |            |      |
| 17. | 「LOVERS partII feat.若旦那」                     |      |            |      |
| 18. | 「Destiny」                                       |      |            |      |
| 19. | 「WALK TO THE DREAM」                             |      |            |      |
| 20. | 「ROMANCE」                                       |      |            |      |
| 21. | 「愛が降る」                                      |      |            |      |
| 22. | 「ほんとの僕を知って」                            |      |            |      |
| 23. | 「LOVE STORY」(加藤ミリヤ×清水翔太)               |      |            |      |
| 24. | 「Sakura Melody」(加藤ミリヤ×清水翔太)            |      |            |      |
| 25. | 「Love/Affection」                                |      |            |      |
| 26. | 「EMOTION (Original Ver.)」                       |      |            |      |
| 27. | 「Lonely Hearts」                                 |      |            |      |
| 28. | 「神様」                                          |      |            |      |